# Jean Maillard
Jean-Baptiste Maillard (1901-1993) fue un pintor belga.
Nacido en Bruselas el 18 de enero de 1901 y fallecido el 20 de junio de 1993 en La Hulpe, Jean Maillard cursó estudios en la Academia de Bellas Artes de Bruselas, donde fue alumno de Constand Montald, Émile Fabry y Jean Delville. En Gante, fue alumno del escultor George Minne y en Bruselas de E. Rombaux y de V. Rousseau. A los veintiséis años fue nombrado profesor en la Academia de Bellas Artes de Lovaina. En 1958 su fama como retratista alcanzó niveles internacionales. En 1971 la administración de Correos belga emite un sello especial con el retrato de Georges Hubin, fundador del partido obrero belga. Recibe la Orden de Leopoldo II, y es nombrado en Bélgica Chevalier de la Couronne y, en Francia, Chevalier des Arts et des Lettres de la République française.  
Comprometido con el ideal de la construcción de una sociedad igualitaria, admiró y retrató, en 1935, a Émile Vandervelde y a quienes, a la cabeza del partido obrero belga, trabajaban por la mejora de las infrahumanas condiciones de vida de la gente del pueblo. En 1936, cuando estalla la guerra civil en España, dibujó carteles en Barcelona en protesta contra el bombardeo de las ciudades. En aquel mismo año, expone en París en el Salon des Indépendants. De espaldas a las vanguardias y fascinado por Rembrandt y Hals, con un expresionismo algo influenciado por el fauvismo en su segunda etapa, persiste en la pintura figurativa. Ferroviarios, pescadores, y obreros son retratados en la faena con inmensa fuerza. 
En 1939 es reportero gráfico de guerra. En Bélgica, finalizada la contienda, la tensión creciente entre francófonos y flamencos le asfixia y en 1947, emigra al norte de Europa. Pinta y expone en Suecia, Dinamarca, Holanda, Alemania, Italia e Inglaterra. De vuelta a Bélgica, en 1952, trabaja en El Evangelista, y se entrega totalmente a su pasión por el retrato y la empresa de inmortalizar a quienes harían la Europa del siglo XX. Pinta en Cadenabbia (Italia), en su residencia de verano, al canciller Konrad Adenauer. En Alemania pinta el retrato del canciller Franz von Papen y el del general Falkenhausen, exgobernador alemán de Bélgica y del norte de Francia, en Nassau. En Francia, retrata al abogado y escritor Maurice Garçon, a François Mauriac, Roland Dorgelés, y Jean Rostand. A ellos siguieron otros, Albert Schweitzer, Bertrand Russel, o el propio rey Leopoldo III de Bélgica, que le honró con su amistad, hasta un centenar de retratos de personalidades del mundo de la ciencia, de la cultura y de la política que entre todos constituirían una galería de rostros importantes del siglo XX, la mayoría firmados en el lienzo por los propios modelos. Actualmente, dado el deseo de su autor de que no se dispersasen, forman parte de una colección privada en Bélgica. 

## Obras adquiridas por museos e instituciones oficiales
(selección, según archivos incompletos. Las fechas son las de adquisición por la entidad referida) 
- Retrato de Jules Destrée (1934) , Stedelijk Museum Vanderkelen-Mertens, Lovaina. (ref. en el sitio: http://www. kikirpa.be)
- Crépuscule sur les dunes (1940), adquirido por el Ministerio de Cultura, administración de Bellas Artes), Bruselas. (ref. en el sitio: http://www. kikirpa.be).
- Train dans le soir, adquirido por el Ministerio de Cultura, administración de Bellas Artes), Bruselas. (ref. en el sitio: http://www. kikirpa.be).
- 1936: Retrato de Adolphe Max, alcalde de Bruselas, adquirido por el Ayuntamiento de Bruselas.
- 1970: Quince dibujos de Jules Brodet, Director del Instituto Pasteur de Bruselas.
- 1978: Retrato (óleo) de Jules Destrée, adquirido por el Ministerio de Educación Nacional y de Cultura francesa.
- 1984: Retrato de Jules Destrée (dibujo a carbón sobre papel, 1935) adquirido por el Ministerio de la Comunidad francesa en Bruselas.
- 1989: Retrato (óleo, 1934) de George Hubin, adquirido por el Ministerio de la Comunidad francesa en Bruselas.
- 1994: Ciento treinta y cuatro dibujos de personalidades del siglo XX y diez litografías (1927-1963), donados a la Bibliothèque Royale Albert Ier (núm. de inventario: F 39250 a F 39293)
- 1994: Retrato de Leolopdo III  (dibujo a lápiz) y el cuadro “Thibaud, Cortot y Casals au Palais des Beaux-Arts” (1932) , adquirido por la Bibliothèque Royale Albert Ier , en Bruselas.
- 1995: Retrato de Désiré de Fauw (inventariado con el número F 39517) y del General de Gaulle (inventariado con el número F 39518), donados a la Bibliotèque Royale Albert Ier.
- 1999 : Retrato del ministro Albert Devèze, donación al Partido Liberal, Bruselas.

## Exposiciones(Selección. Datos según archivos incompletos)
- 1930. Expone en el Hotel Rattemans, Lovaina.

- 1933: Expone en Lovaina una primera serie de lo que sería considerado por él como la obra de su vida: los retratos de personajes célebres de la política y la cultura del siglo XX. En esa primera exposición, entre otras personalidades, están los retratos de Émile Vandervelde, ministro de Justicia y de Jules Destrée,  ministro de Cultura.

- 1935: Salón Bianual Oficial de Primavera de Bruselas.

- 1936: Salon des Indépendants, Paris

- 1937: Galeríe Fonteyn, en Lovaina.

- 1942: Salon des Arts et Métiers, Bruselas.

- 1943: Galería L’Art belge, Bruselas. Ciento diez obras, entre las cuales, diez de personalidades belgas. El ministro Henry Carton de Wiart, de la Academia de la lengua y la literatura de Bélgica escribe al respecto: “estos retratos son los mejores que he visto de mis contemporáneos”.

- 1943: Exposiciones diversas en Bélgica.

- 1947: Pinta y expone en París, en Suecia, en Dinamarca, en Holanda, en Alemania, En Italia y en Inglaterra.

- 1969: Ayuntamiento de Vorst-Kempen (Amberes). Cuarenta obras.

- 1970: Soignies (Hainaut) Participa en la Exposición en homenaje a Jules Brodet, Director del Instituto Pasteur de Bruselas con quince dibujos y retratos.

- 1971: Museo de Lovaina. Expone cinco lienzos.

- 1978: Sala De Tinne Pot, en Bruselas.

## Recortes de prensa
- La Dernière Heure, 18 de agosto de 1977. Artículo firmado Alian Viray, titulado « Peinture intimiste, Jean Maillard-Vic Erna ».
- Evening News, 9 de abril de 1974, p.11. Artículo con el título “Artist who turns this… into this”. Con foto del retrato de Lord Mauntbatten.

- Le Soir, 23 de febrero de 1974, p.5. Retrato del general von Falkenhauen en artículo dedicado al este mismo.

- Dernière heure (¿), 8 de agosto de 1973. Artículo firmado por AlainViray, titulado “Oui, il existe encore des reporters du visage: Jean Maillard”.  Incluye fotos de los retratos de Raoul Tack, Mauriac, Dorgelès, el general von Falkenhausen, el canciller Adenauer, von Papen, Picasso y A. Van Acker.

- Le Peuple, 3 de diciembre de 1973, p. 7. Artículo de página entera, con título: “Jean Maillard. L’extraodinaire portraitiste de ceux qui firent l’ Europe de ce temps.” (El extraordinario retratista de aquellos que hicieron la Europa de estos tiempos.) Incluye fotos de los retratos de Jean Rostand, François Mauriac, Jules Destrée, Émile Vandervelde, Joseph Lemaire y Thomas Poplimont, abuelo del pintor.

- Knack, 7 de abril de 1973, p. 69. Artículo firmado Jan van Rompaey, titulado “Jean Maillard, peintre-artiste”.

- Luxemburger Wort, n.º 11/1153 (fecha¿? post 1969). Artículo titulado “Jean Maillard: portraitiste de génie”.

- Le Soir, 5 de julio de 1972. p. 7. Nota de prensa con la noticia de que Jean Maillard es llamado a Londres para retratar a Lord Mountbatten, virrey de las Indias.

- Le Soir, 30 de noviembre de 1971. Retrato del general von Falkenhauen en artículo dedicado al este mismo.

- 1968: Entrevista en la RTB (Radio y televisión belgas). La emisión lleva por título “Jean Maillard, portraitiste des personnalités de notre monde”.

- Germinal, n.º 668, semana del 25 al 31 de agosto de 1962, p. 8. Artículo titulado “La vida apasionada del pintor Jean Maillard”. Incluye foto del pintor ante su retrato de Jules Destrée, del Dr. Schweitzer autografiando su retrato, y de los retratos de Émile Vandervelde, Maurice Garçon, Camille Huysmans, François Mauriac y Georges Hubin.

- Apollo. Défenseur des Arts, n.º 92, 1 de octubre de 1951 y n.º 87, 1 de abril de 1951. Citado en lista de participantes invitados en el Festival Internacional de Pintura en Holanda.

- Apollo. Défenseur des Arts, n.º 89, 1 de junio de 1951. Reseñado un desnudo en el Festival Internacional de Pintura en Holanda.

- Apollo. Défenseur des Arts, nº86, 1 de febrero de 1951. Artículo firmado André Dumont-Rivoire,  titulado « Peintres du Nu et les Nus de Jean Maillard ». Incluye foto de « La pudeur », expuesto en el Salon des artistes français, 1951, Grand Palais, Paris.

- Apollo. Défenseur des Arts, n.º 84, 1 de diciembre de 1950. Artículo con título « La révélation du siècle. Maillard”.

- Le Peuple, 1 de mayo de 1949. Fotos de los retratos de los socialistas Émile Vandervelde, Jules Destrée, Hubin y otros.

- Le Soir , 21 janvier 1942. Citado en crónica artística firmada por G. Marlier.

- 1939: Los carteles del artista adquieren notoriedad. Louis Pietard, de la Academia de la lengua y la literatura de Bélgica, escribe (en ¿?) : “son coup de crayon vaut un coup de feu.”

- Le Journal, 28 de febrero de 1937. Crónica de exposición en Galerie Fonteyn, Bruselas.

- De dag, 25 de febrero de 1937. “Tentoonstelling Jan Maillard”.

- Le Moniteur, 23 de mayo de 1931, p. 27. Artículo firmado por M. Pierre Vandendries. Título: “En passant par toutes les couleurs. Le Peintre Jean Maillard”

- Le Moniteur, Crónica de la exposición en la Académie des Beaux-Arts.

- Datos: Q3173325